# Paul von Hindenburg
Paul Ludwig Hans Anton von Beneckendorff und von Hindenburg (pronunciado /ˈpaʊl ˈluːtvɪç hans ˈantoːn fɔn ˈbɛnəkəndɔrf ʊnt fɔn ˈhɪndn̩bʊɐ̯k/ⓘ), abreviado Paul von Hindenburg (pronunciado /ˈpaʊl fɔn ˈhɪndn̩bʊɐ̯k/ⓘ), (Posen, Reino de Prusia, 2 de octubre de 1847-Neudeck, Gau de Prusia Oriental, Alemania, 2 de agosto de 1934) fue un militar, estadista y político alemán que dirigió en gran parte la política de Alemania durante la segunda mitad de la Primera Guerra Mundial y ejerció como presidente de Alemania desde 1925 hasta su muerte en 1934.
Hindenburg se retiró del ejército por primera vez en 1911, pero se le pidió regresar nada más estallar la Primera Guerra Mundial en 1914. A los sesenta y seis años, adquirió renombre por dirigir al ejército alemán que aplastó a Rusia en la batalla de Tannenberg en agosto de 1914. Como jefe del Estado Mayor del ejército de Alemania, la reputación de Hindenburg se vio fortalecida y junto a su subordinado Erich Ludendorff creó una dictadura militar que dirigió el país de facto durante la contienda, marginando al káiser Guillermo II y al propio Reichstag (Parlamento) alemán.
Hindenburg se retiró de nuevo en 1919, pero regresó a la vida pública en 1925 para ser elegido presidente de Alemania. En 1932, con ochenta y cuatro años y la salud deteriorada, le convencieron para volver a presentarse a las elecciones porque era considerado el único candidato capaz de vencer a Adolf Hitler y fue reelegido presidente en segunda ronda. Hindenburg se oponía a las ideas del nazismo y fue una de las figuras políticas esenciales de la inestable política alemana de la República de Weimar que acabó llevando al poder a Hitler. Disolvió el Reichstag en dos ocasiones en 1932 y finalmente consintió nombrar, bajo presión, a Hitler como canciller de Alemania en 1933. En febrero de ese año firmó el documento conocido como Decreto del Incendio del Reichstag, el cual suspendió las libertades civiles, y en marzo aprobó la Ley Habilitante de 1933 que le otorgó al régimen nazi poderes arbitrarios. Hindenburg falleció al año siguiente, tras lo cual Hitler declaró vacante la oficina del presidente y se nombró a sí mismo jefe de Estado.

## Biografía

### Inicios
Su padre fue Robert von Beneckendorff und von Hindenburg (1816-1902). Era militar desde 1832 y en ese momento teniente del 18.º Regimiento de Infantería en Posen. Procedía de una familia aristocrática de terratenientes establecidos en Prusia desde hace varias generaciones. Sus abuelos paternos fueron Otto Ludwig von Beneckendorff und von Hindenburg (1778-1855) y Eleonore von Brederlow, por lo que es descendiente ilegítimo del conde Enrique VI de Waldeck. Su madre, Luisa Guillermina Schwickart (1807-1893), fue una pintora con talento y era la hija de Karl Ludwig Schwickart, un coronel médico del ejército prusiano.
Después de un breve paso por un instituto de enseñanza secundaria, Hindenburg estudió de 1859 a 1866 en la Escuela de Cadetes de Wahlstatt, en la comarca de Liegnitz y más tarde en Berlín. En 1866 participó como teniente en la guerra de las Siete Semanas y de 1870 a 1871 en la guerra franco-prusiana. Hindenburg fue seleccionado para servicios de cierto prestigio: servir a la viuda del rey Federico Guillermo IV de Prusia, estar presente —como uno de los jóvenes oficiales condecorados por su valentía en el campo de batalla— en el Palacio de Versalles, cuando fue proclamado el Imperio alemán el 18 de enero de 1871, y como miembro de la Guardia de Honor durante los funerales militares del emperador Guillermo I de Alemania en 1888.
Hindenburg fue ascendido a capitán en 1878, comandante en 1881, teniente coronel en 1891, coronel en 1893, alcanzando el generalato en 1897 y llegando finalmente en 1903 a obtener el grado equivalente a capitán general.
Entretanto contrajo matrimonio con Gertrud von Sperling (1860-1921), perteneciente también a una familia aristócrata, con la que tuvo dos hijas, Irmengard Pauline (1880) y Annemaria (1891), y un hijo, Oskar (1883).

### Primera Guerra Mundial

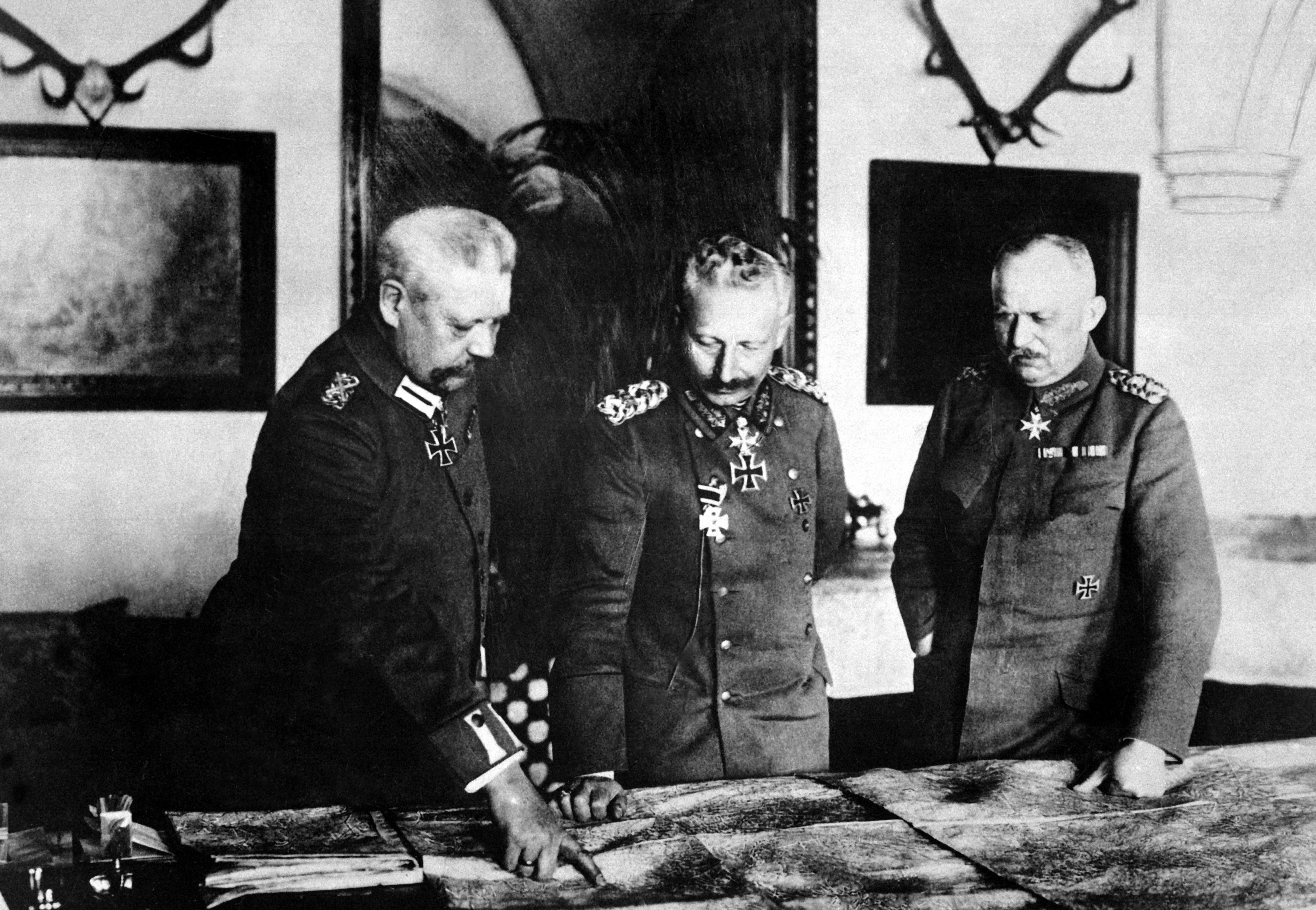
Hindenburg, Guillermo II (centro) y Ludendorff estudiando posiciones en un mapa militar.

Hindenburg se retiró del Ejército en 1911, cuando contaba sesenta y tres años de edad, pero tres años más tarde, al comenzar la Primera Guerra Mundial, se reincorporó como comandante en jefe del VIII Ejército, que operaba en el frente oriental. Al vencer al Ejército ruso en la batalla de Tannenberg (1914), se convirtió en héroe, consiguió fama y honor y fue nombrado mariscal de campo. Desde entonces se le conoció como "El Vencedor de Tannenberg".
En agosto de 1916 entró a formar parte del Oberste Heeresleitung junto a Erich Ludendorff. En 1918 intentó salvar la monarquía, aconsejando a Guillermo II que abandonase el país. Procuró sofocar los disturbios entre la población colaborando con el nuevo Gobierno. Al firmarse el Tratado de Versalles en julio de 1919, Hindenburg dimitió. Ante la comisión de investigación de la Asamblea Nacional afirmó que el Ejército alemán había sido invicto en el campo de batalla y que la derrota había sido debido a la Revolución de Noviembre. De esta forma, dio pie a la leyenda de la puñalada por la espalda, en alemán Dolchstoßlegende.

### República de Weimar

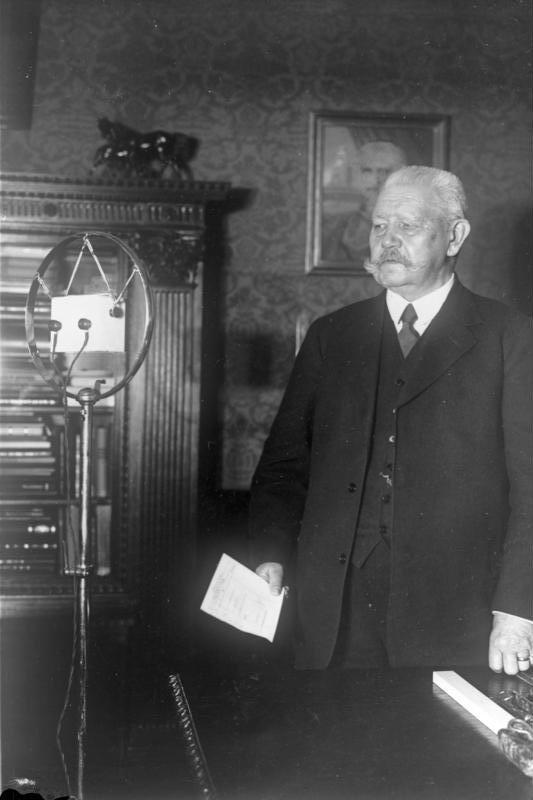
Hindenburg con un micrófono de radio, enero de 1932.

Los partidos de derecha presionaron a Hindenburg para que se presentara a la presidencia de la República de Weimar. En abril de 1925, Hindenburg fue elegido segundo presidente de la república tras obtener la autorización informal del destronado káiser. A pesar de su convicción monárquica y de su escepticismo hacia la república, intentó ser fiel a la constitución. El 28 de marzo de 1930, Hindenburg nombró canciller a Heinrich Brüning sin consultar al Parlamento. Con ello se inició el periodo de Gobiernos presidenciales de la República de Weimar.
El 10 de abril de 1932, Hindenburg fue reelegido en las elecciones presidenciales, derrotando fácilmente a Adolf Hitler, su principal contendiente. Sin embargo, el Partido Nazi fue el más votado en el Reichstag, ganando un alto porcentaje de los escaños, y su apoyo resultaba indispensable para que el canciller tuviese un Gobierno fuerte. El 19 de noviembre, veinte personalidades de los grandes empresarios le pidieron que nombrase a Hitler como canciller. En esta etapa de su vida, Hindenburg era propenso a ser manipulado y Franz von Papen logró convencerlo en designar canciller a Hitler en enero de 1933. El ascenso de Hitler a la cancillería iniciaría el periodo del nazismo como ente político hegemónico.
Tras el incendio del edificio del Reichstag (Parlamento alemán) el 27 de febrero de 1933, Hindenburg firmó al día siguiente un decreto en el que se suspendían los derechos fundamentales, dejando vía libre a la actuación arbitraria de los nacionalsocialistas. Finalmente, el 24 de marzo de 1933 entró en vigor una ley que concentró todos los poderes del Estado en el Gobierno, encabezado por Adolf Hitler (la ley habilitante o en alemán Ermächtigungsgesetz), después de que el 23 de marzo de 1933 el Reichstag (Parlamento), en ausencia de numerosos diputados, que habían sido detenidos o pasado a la clandestinidad, la había aprobado, liquidando, de facto, si bien no de iure, la República de Weimar y dando paso a la Alemania nazi.

### Fallecimiento

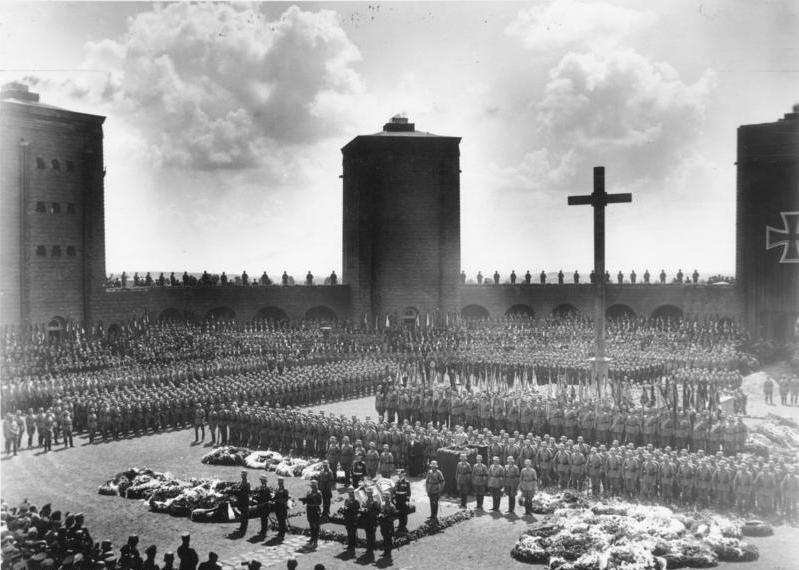
El primer entierro de Hindenburg en 1934, en el Monumento de Tannenberg. Hitler está hablando en el atril.

Hindenburg murió el 2 de agosto de 1934 en Gut Neudeck (actualmente Ogrodzieniec) aquejado de cáncer de pulmón. En vez de ser enterrado en el lugar de su muerte, fue inhumado, a instancias de Hitler, en el monumento a la batalla de Tannenberg. Se violó así su último deseo, ser enterrado con su esposa (más tarde fueron reunidos en el sepulcro).
Con la muerte del presidente de la república desapareció el último obstáculo para la posesión total del poder por parte del Führer.
Hacia el final de la Segunda Guerra Mundial, los cadáveres del matrimonio Hindenburg junto con los de Federico II el Grande y Federico Guillermo I fueron encontrados por los estadounidenses en el monumento de la batalla de Tannenberg cuando buscaban reductos con explosivos. Después de muchas reuniones, en las que incluso se pensó en destruir dichos cuerpos para prevenir la reacción de los grupos ultraderechistas, se decidió darles un sepulcro secreto. Su cadáver y el de su mujer fueron trasladados por el ejército estadounidense a Marburgo, siendo enterrados en la Iglesia de Santa Isabel, en la capilla de la torre norte y cubiertos con una gruesa plancha metálica. Aún se encuentran allí, aunque, por decisión del clero, el sepulcro no cuenta con iluminación.
Paul von Hindenburg fue ciudadano honorario de Berlín, Detmold, Münster, Fráncfort del Meno, Hamburgo, Kassel, Karlsruhe, Coblenza, Lubeca, Núremberg, Potsdam y Zwickau.

## Honores
Honores alemanes
- Prusia:
  - Caballero del Águila Roja, 4.ª Clase, con Espadas, 7 de abril de 1866
  - Cruz de Hierro, 2.ª Clase, 1870; Jubiläumsspange ("clip del Jubileo"), 1895; 1.ª Clase, 1914; Gran Cruz, 9 de diciembre de 1916; con Estrella Dorada, 25 de marzo de 1918
  - Caballero del Águila Negra, marzo de 1911
  - Pour le Mérite (militar), 2 de septiembre de 1914; con Hojas de Roble, 23 de febrero de 1915
  - Gran Comandante de la Real Orden de Hohenzollern, con Estrella y Espadas, 14 de agosto de 1917
  - Comandante de Honor de la Orden de San Juan
- Hohenzollern: Cruz de Honor de la Orden de la Casa Principesca de Hohenzollern, 1.ª Clase con espadas
- Anhalt:
  - Gran Cruz de Alberto el Oso, con Corona y Espadas
  - Cruz de Federico, 1.ª Clase
- Gran Ducado de Baden: Gran Cruz del León de Zähringen, 1903[13]
- Reino de Baviera: Gran Cruz de la Orden Militar de Max Joseph
- Ducados Ernestinos:
  - Gran Cruz de la Orden de la Casa Ernestina de Sajonia, con Espadas y Collar, 14 de diciembre de 1914
  - Cruz de Guerra de Carlos Eduardo (Coburgo)
- Mecklemburgo:
  - Gran Cruz de la Corona Wéndica, con Corona Dorada y Espadas
  - Cruz al Mérito Militar, 1.ª Clase (Schwerin)
  - Cruz por Distinción en Guerra (Strelitz)
- Gran Ducado de Oldemburgo:
  - Gran Cruz de la Orden de Pedro Federico Luis, con Corona, Espadas y Laureles
  - Cruz de Federico Augusto, 1.ª Clase
- Reino de Sajonia:
  - Caballero de la Orden Militar de San Enrique; Comandante de 1.ª Clase, 21 de diciembre de 1914; Gran Cruz, 27 de diciembre de 1916
  - Caballero de la Corona de Ruda, 7 de mayo de 1918
- Reino de Wurtemberg:
  - Gran Cruz de la Orden de Federico, 1902[14]
  - Gran Cruz de la Corona de Wurtemberg, con Espadas
  - Gran Cruz de la Orden al Mérito Militar, 21 de enero de 1915

Honores extranjeros
- Imperio austrohúngaro:
  - Gran Cruz de San Esteban, 1914[15]
  - Cruz al Mérito Militar, 1.ª Clase, con Decoración de Guerra, 22 de enero de 1917; en Diamantes, 5 de noviembre de 1917
  - Medalla Dorada al Mérito Militar ("Signum Laudis"), 5 de agosto de 1917
  - Gran Cruz de la Orden Militar de María Teresa, 26 de marzo de 1918[16]
- Reino de Bulgaria: Gran Cruz de San Alejandro, con Espadas y Collar
- Finlandia: Gran Cruz de la Cruz de la Libertad, con Espadas, 31 de julio de 1918[17]
- Reino de Italia: Gran Oficial de los Santos Mauricio y Lázaro
- Imperio otomano:
  - Orden de Osmanieh, 1.ª Clase en Diamantes
  - Orden de la Gloria, con Espadas
  - Orden del Medjidie, 1.ª Clase con Espadas y Diamantes
  - Medalla Imtiyaz Dorada
  - Estrella de Galípoli
- España:
  - Gran Cruz al Mérito Militar
  - Caballero del Toisón de Oro, 1931[18]